# F-1 (ракетный двигатель)
F-1 — американский жидкостный ракетный двигатель (ЖРД), разработанный компанией Rocketdyne. Использовался в ракете-носителе Сатурн V. Пять двигателей F-1 применялись на первой ступени Сатурна V, S-IC. На 2023 год является самым мощным из однокамерных ракетных двигателей, когда-либо выводивших в космос полезную нагрузку.
Двигатель использовал в качестве горючего керосин RP-1, в качестве окислителя — жидкий кислород.
До создания жидкостного ракетного двигателя РД-170 (тягой 740 тc) и твердотопливного бокового ускорителя «Спэйс Шаттла» ЖРД F-1 являлся самым мощным летавшим ракетным двигателем. На 2018 год является наиболее мощным однокамерным жидкостным ракетным двигателем в истории из когда-либо летавших (двигатель M-1 имел бо́льшую тягу, и был испытан на стенде, но никогда не использовался).

## История создания

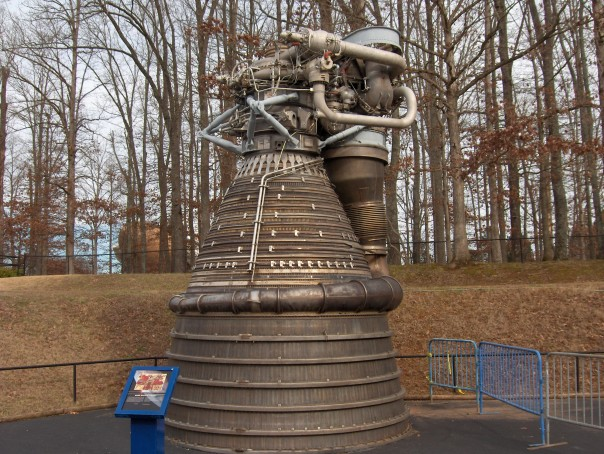
F-1 в Космическом ракетном центре США в Хантсвилле

Первоначально F-1 был разработан Rocketdyne в соответствии с запросом ВВС США от 1955 года о возможности создания очень большого ракетного двигателя. Конечным результатом этого запроса стали два разных двигателя — E-1 и более крупный F-1. Двигатель E-1, хоть и успешно прошёл стендовые огневые испытания, но быстро был признан технологически тупиковым вариантом, и отменён в пользу крупного, более мощного F-1. Американские ВВС впоследствии остановили дальнейшую разработку F-1 из-за отсутствия применений для такого крупного двигателя. Однако НАСА, созданное в этот период времени, оценило пользу, которую может принести двигатель такой мощности, и заключила с «Рокетдайн» договор на завершение его разработки. Испытания частей F-1 были начаты в 1957 году. Первое огневое испытание полностью собранного опытного F-1 было совершено в марте 1959 года.
Семь лет разработок и испытаний двигателей F-1 выявили серьёзные проблемы с неустойчивостью горения, которые иногда приводили к катастрофическим авариям. Работы по устранению этой проблемы первоначально шли медленно, поскольку она проявлялась периодически и непредсказуемо. Время доводки двигателя заняло несколько лет, в течение которых было проведено 1332 полноразмерных испытания камеры сгорания со 108 вариантами форсуночных головок и более 800 испытаний элементов. Общая стоимость работ превысила 4 миллиарда $. Доводка проводилась по следующим  направлениям: повышение акустических потерь в камере сгорания введением охлаждаемых перегородок и установки акустических поглотителей; понижение усилительных свойств зоны горения путём ухудшения  качества  распыливания; растягивания  зоны  горения  по длине камеры сгорания; уменьшения расхода горючего на завесу.
В конечном итоге инженеры разработали технику подрыва небольших зарядов взрывчатых веществ (которые они называли «бомбами»), расположенных вне камеры сгорания, в тангенциальных патрубках во время огневых испытаний. Этот метод позволил определить отклик камеры на скачок давления. Конструкторы смогли быстро экспериментировать с различными форсуночными головками для выбора наиболее устойчивого варианта. Над этими задачами работали с 1962 по 1965 годы. В окончательной конструкции горение в двигателе было настолько устойчиво, что он мог самостоятельно гасить искусственно вызванную неустойчивость за десятую долю секунды.
 Был предусмотрен  трёхступенчатый  контроль  пригодности  двигателей  к  полёту: два контрольных огневых испытания каждого экземпляра двигателя до установки в ступень ракеты, третье огневое испытание в составе ступени. Подобная  методика  контроля надёжности  двигателей  была весьма трудоёмка и финансово высоко-затратна, но её применение  окупилось  безаварийной  работой  двигателей  в  течение  выполнения  всей  Лунной  программы.

## Разработка ускорителя с двигателем F-1B
В рамках программы «Space Launch System» NASA проводило конкурс на разработку боковых ускорителей с целью выбрать победителя к концу 2015 года. В 2012 году в Pratt & Whitney Rocketdyne предложили использовать жидкостный ускоритель с новой версией F-1.
В 2013 году инженеры НАСА решили обратиться к опыту предыдущего поколения инженеров, создавших F-1. В рамках программы разработки тяжёлого носителя SLS проведены испытания газогенератора двигателя F-1. Испытания произошли благодаря молодым инженерам «Космического центра Маршалла», которые разобрали двигатель под номером F-6090, планировавшийся к использованию в отмененной миссии «Аполлон-19», и провели его трехмерное сканирование. По полученным чертежам собрали новые детали для газогенератора от двигателя под номером F-6049, который и был испытан..
Pratt & Whitney, Aerojet Rocketdyne и Dynetics приняли участие в испытании, и в рамках конкурса на ускорители предложили разработку под названием Pyrios с целью замены твердотельных пятисегментных ускорителей МТКК Спейс шаттл, планировавшихся к использованию на ранних вариантах Space Launch System. Pyrios, по плану, должен быть жидкостным ускорителем с двумя двигателями F-1B, и, в случае установки на SLS Block II, ракета-носитель смогла бы доставлять 150 тонн на низкую опорную орбиту..

## Конструкция

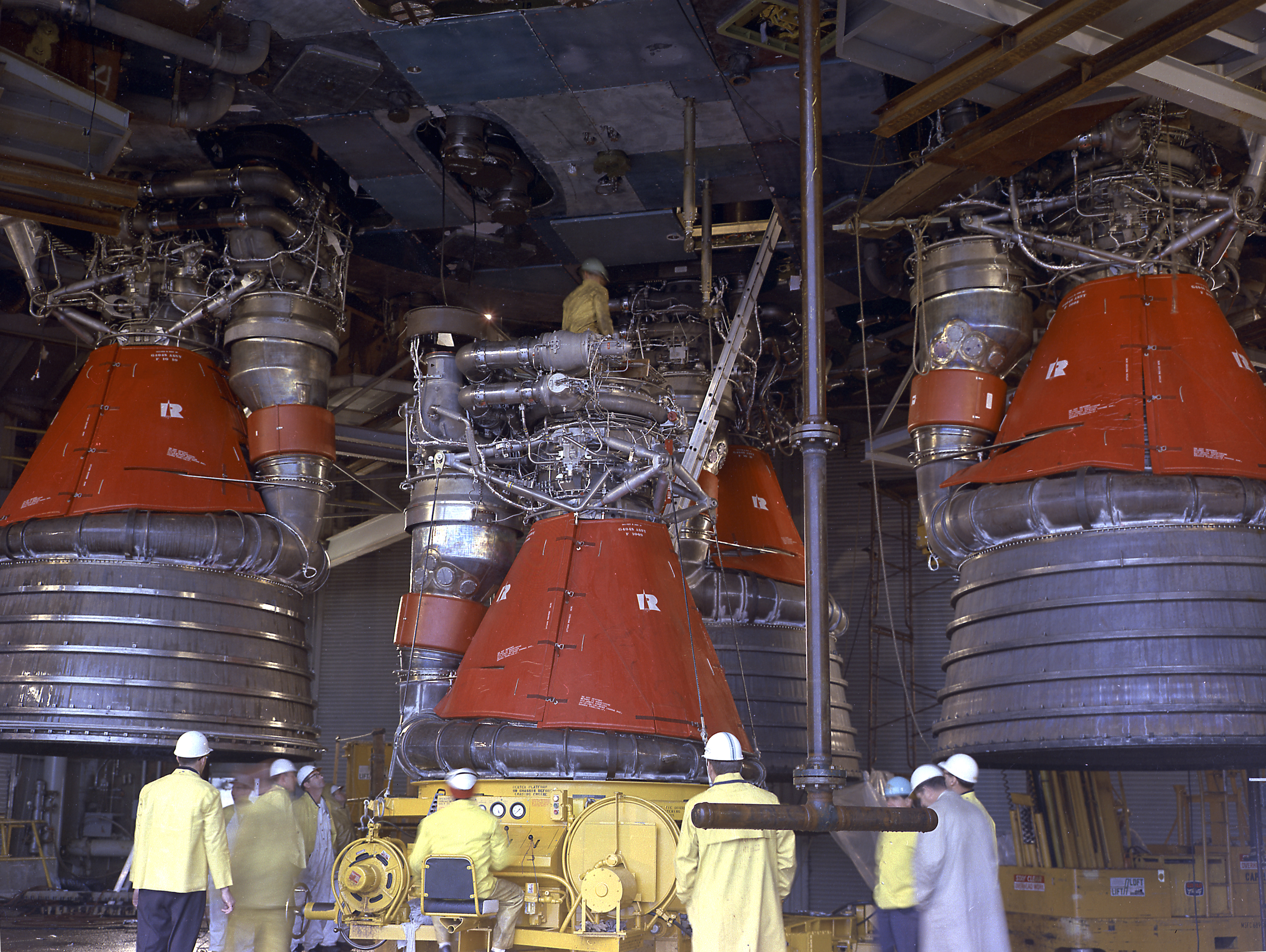
Установка двигателей F-1 на ступень S-IC РН Сатурн-5. Сопловой насадок снимался на время монтажа двигателей.

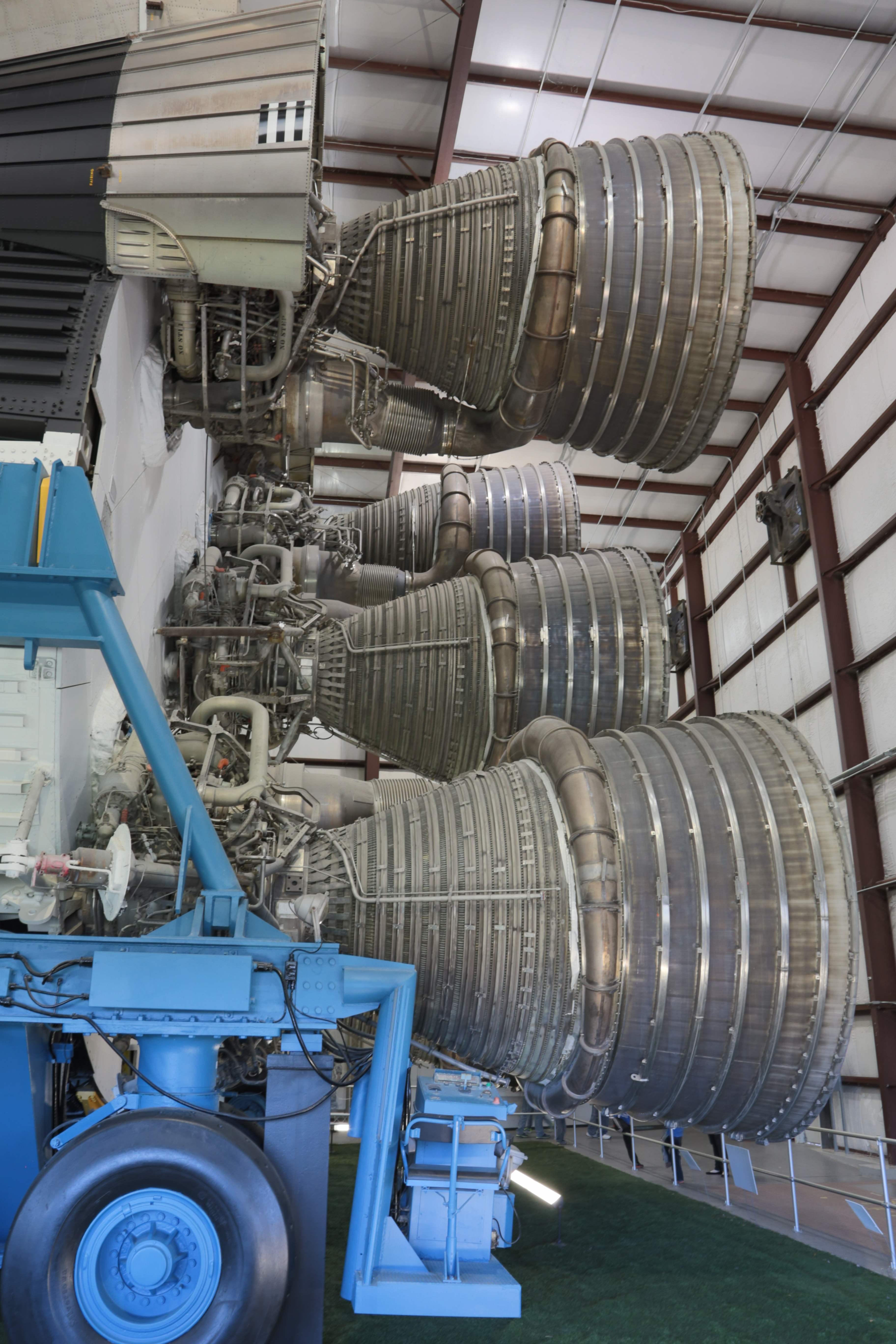
Двигатели F1 на первой ступени SA 514 ракеты-носителя Saturn V в музее Космического центра им. Джонсона.

Основной частью двигателя была камера сгорания, в которой смешивались и сгорали топливо и окислитель, создавая тягу. Куполообразная камера в верхней части двигателя служила в качестве распределительного трубопровода, подводящего жидкий кислород к форсункам, а также служила как крепление для карданного подвеса, передававшего усилие на корпус ракеты. Ниже этого купола находились форсунки, по которым топливо и окислитель направлялись непосредственно в камеру сгорания, они были сконструированы таким образом, чтобы обеспечить хорошее смешивание и сгорание компонентов. Топливо подводилось к форсуночной головке из отдельного распределительного трубопровода; часть топлива направлялась по 178 трубкам, проложенным по всей длине камеры сгорания, которая занимала почти всю верхнюю половину сопла, и возвращалась обратно, охлаждая камеру.
Выхлопные газы из газогенератора использовались для вращения турбины, приводившей в движение отдельные насосы для топлива и окислителя, питающие системы камеры сгорания. Газогенератор вращал турбину со скоростью 5500 об/мин, давая мощность в 55 000 лошадиных сил (41 МВт). Топливный насос прокачивал 58 564 литра керосина RP-1 за минуту, в то время как насос окислителя — 93 920 л жидкого кислорода за минуту. С точки зрения условий работы, турбонасос был способен выдерживать диапазон температур от температуры газогенераторного газа в 800 °C (1 500 °F), до температуры жидкого кислорода в −180 °C (−300 °F). Топливо использовалось также для охлаждения подшипников турбины, а вместе с присадкой RB0140-006 (диалкилдитиофосфат цинка) — для смазки зубчатых колёс турбонасоса.

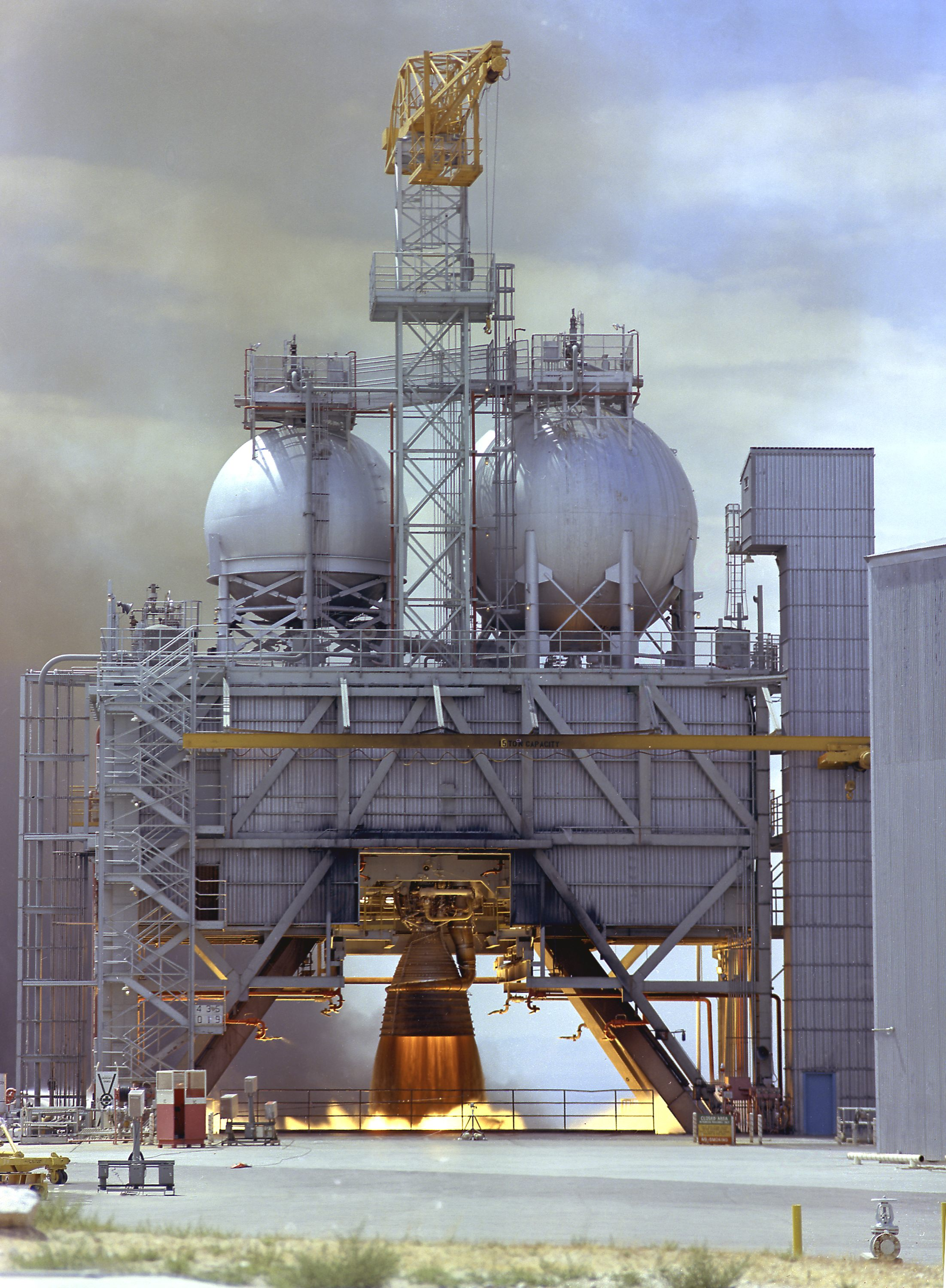
Огневые испытания двигателя F-1 на.

Ниже камеры сгорания располагался сопловой насадок, занимавший приблизительно половину длины двигателя. Этот насадок повышал степень расширения двигателя от 10:1 до 16:1. Выхлоп газогенератора турбонасоса выводился к насадку с помощью большого суживающегося трубопровода; этот относительно холодный газ образовывал слой, защищавший сопловой насадок от горячих (3 200 °C) выхлопных газов из камеры сгорания.
F-1 сжигал 1 789 кг (3 945 фунтов) жидкого кислорода и 788 кг (1 738 фунтов) керосина RP-1 каждую секунду работы, производя 6,7 МН (1 500 000 фунт-сил) тяги. Это равно скорости вытекания 1 565 л (413,5 US галлонов) жидкого кислорода и 976 л (257,9 US галлонов) керосина в секунду. В течение своих двух с половиной минут работы пять двигателей F-1 поднимали ракету-носитель Сатурн-5 на высоту 68 км, придавая ей скорость 2,76 км/с (9 920 км/ч). Объединённый расход жидкости у пяти двигателей F-1 в РН Сатурн-5 составлял 12 710 л (3 357 US галлонов) в секунду, что могло опустошить 110 000 литровый (30 000 US галлонов) плавательный бассейн за 8,9 секунд. Один двигатель F-1 имел бо́льшую тягу (690 т), чем все три главных двигателя челноков (SSME), вместе взятые.
Так как тяга F-1 почти равна тяге всей двигательной установки всей первой ступени ракеты Falcon 9 block 5 фирмы SpaceX, можно прямо сравнить показатели одного F-1 и первой ступени Falcon с девятью керосиновыми ЖРД Merlin. Новые ЖРД SpaceX лишь за 9 лет доводки в 2015 году превзошли все показатели качества F-1. После этой доводки Merlin применяется без замены на ступени до 15 раз, зажигается в каждом полёте, по крайней мере, трижды. Таблица показывает направления достижений за 50 лет прогресса в кислород-керосиновых ЖРД так называемой открытой схемы.
| (Показатели времени старта) | год  | тяга (тс) | масса (т) | высота (м) | диаметр (м) | расширение сопла (раз) | давление сгорания (атм) | удельный импульс (кгс·с/кг) | время работы (с) |
| Merlin 1D+                  | 2015 | 86.2      | 0.49      | 2.7        | 0.92        | 21.4                   | 110+                    | 286                         | 162              |
| Falcon 9 block 5            | 2015 | 775.5     | 4.41      | 2.7        | 3.7         | 21.4                   | 110+                    | 286                         | 162              |
| F-1                         | 1967 | 690       | 9.115     | 5.79       | 3.76        | 16                     | 69+                     | 263                         | 165              |

Академик Борис Каторгин давал высокую оценку степени технического совершенства F-1.

### Конструкторская документация
Архив конструкторской документации на двигатель F-1 (12 томов суммарным объёмом более 3800 страниц) находится в свободном доступе.

## Подъём двигателей со дна океана

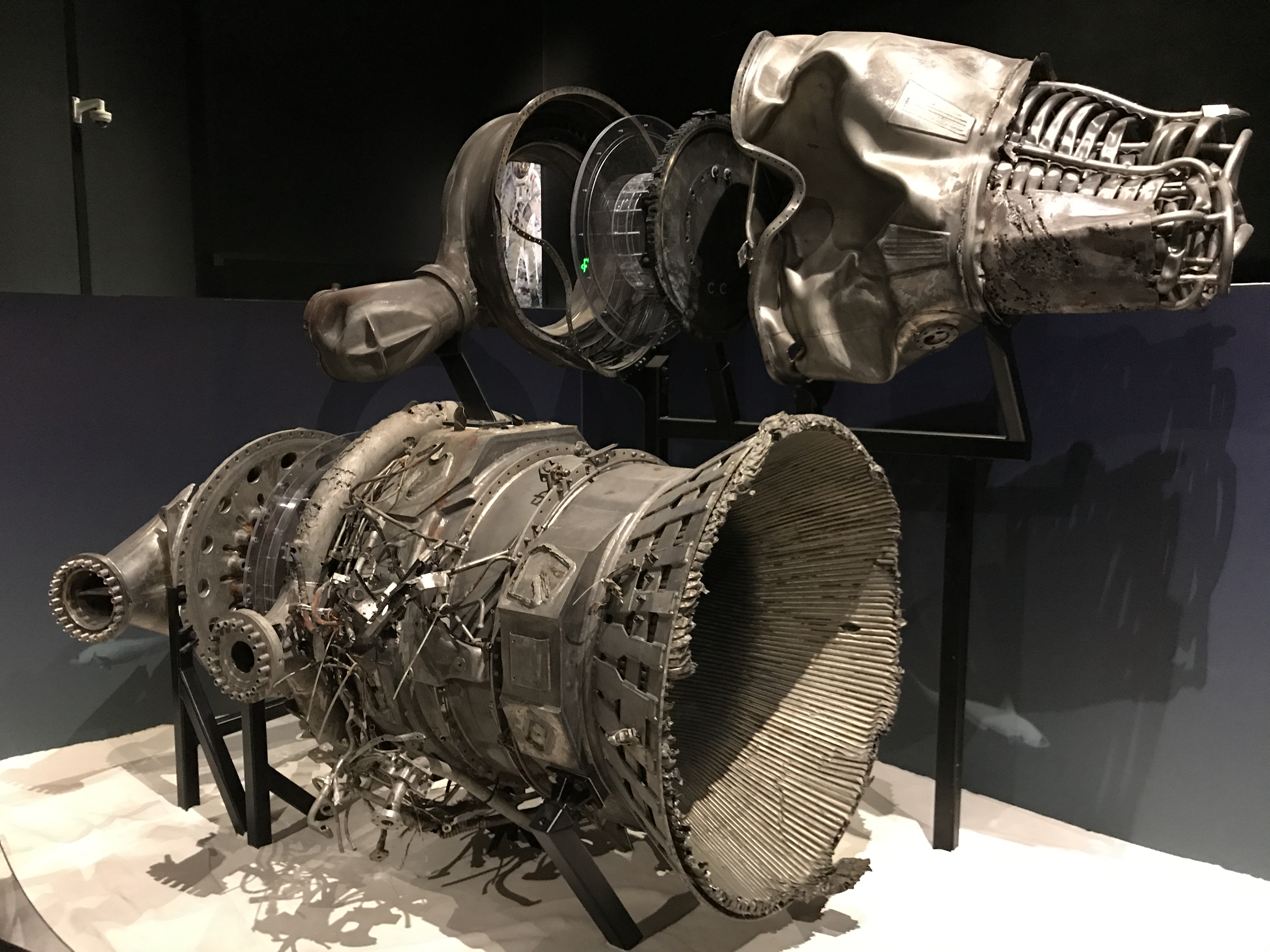
Остатки двигателя F-1 в экспозиции музея Сиэтла.

В марте 2012 года американский предприниматель Джефф Бэзос объявил, что финансируемая им группа подводных археологов обнаружила остатки двигателей F-1 с помощью сонара на дне Атлантического океана, на глубине около 4300 метров.
В мае 2017 года часть обнаруженных артефактов была выставлена в Музее авиации Сиэтла.

## Факты
- Так как отработанный генераторный газ подавался внутрь сопла для охлаждения насадки, яркость пламени реактивной струи вблизи сопла двигателя была значительно снижена, что хорошо заметно на кадрах с запусков Сатурн-5 и с огневых испытаний F-1[источник не указан 2880 дней].

## Иллюстрации

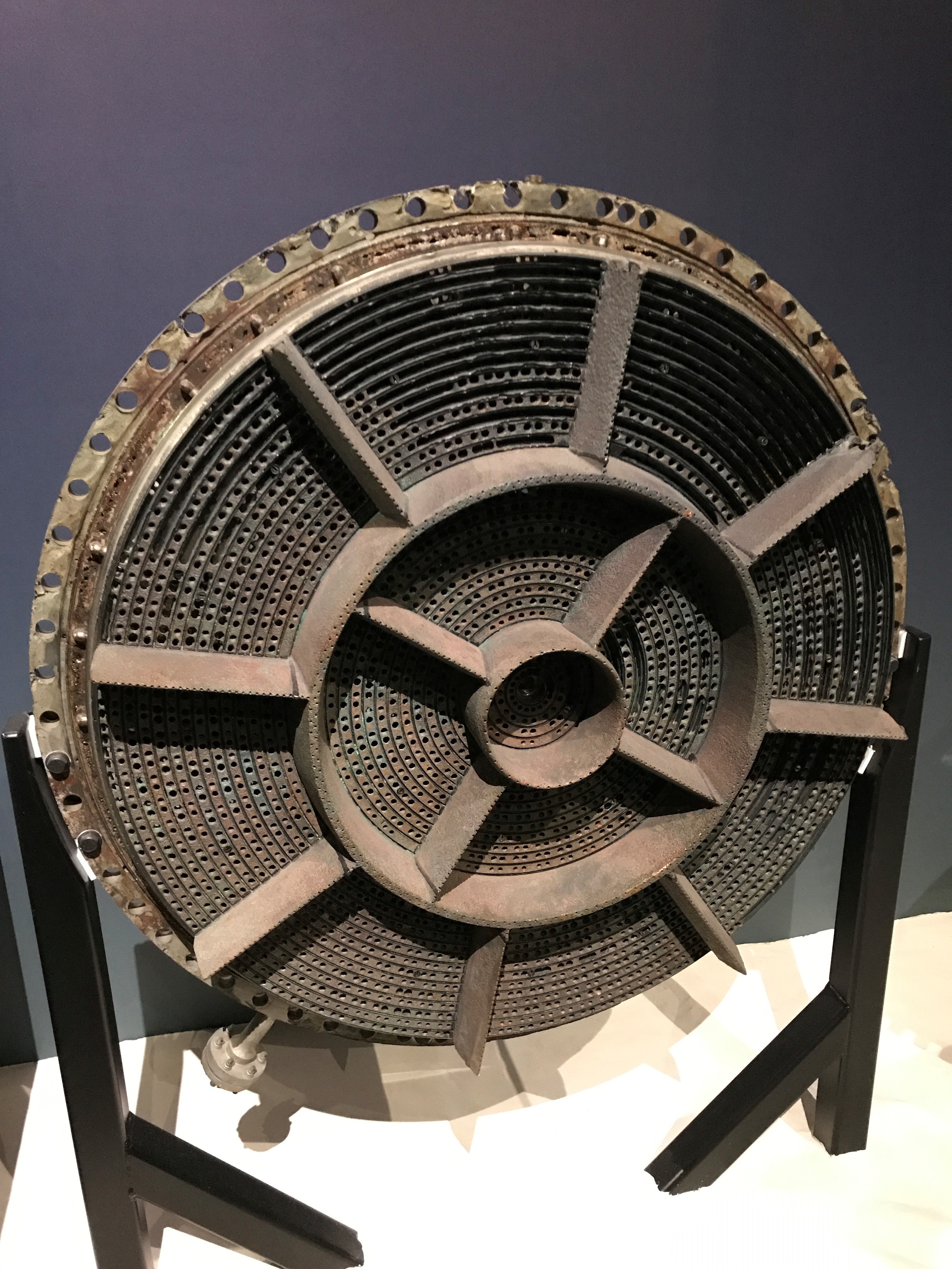
Форсуночная головка двигателя F-1 в экспозиции музея Сиэтла.
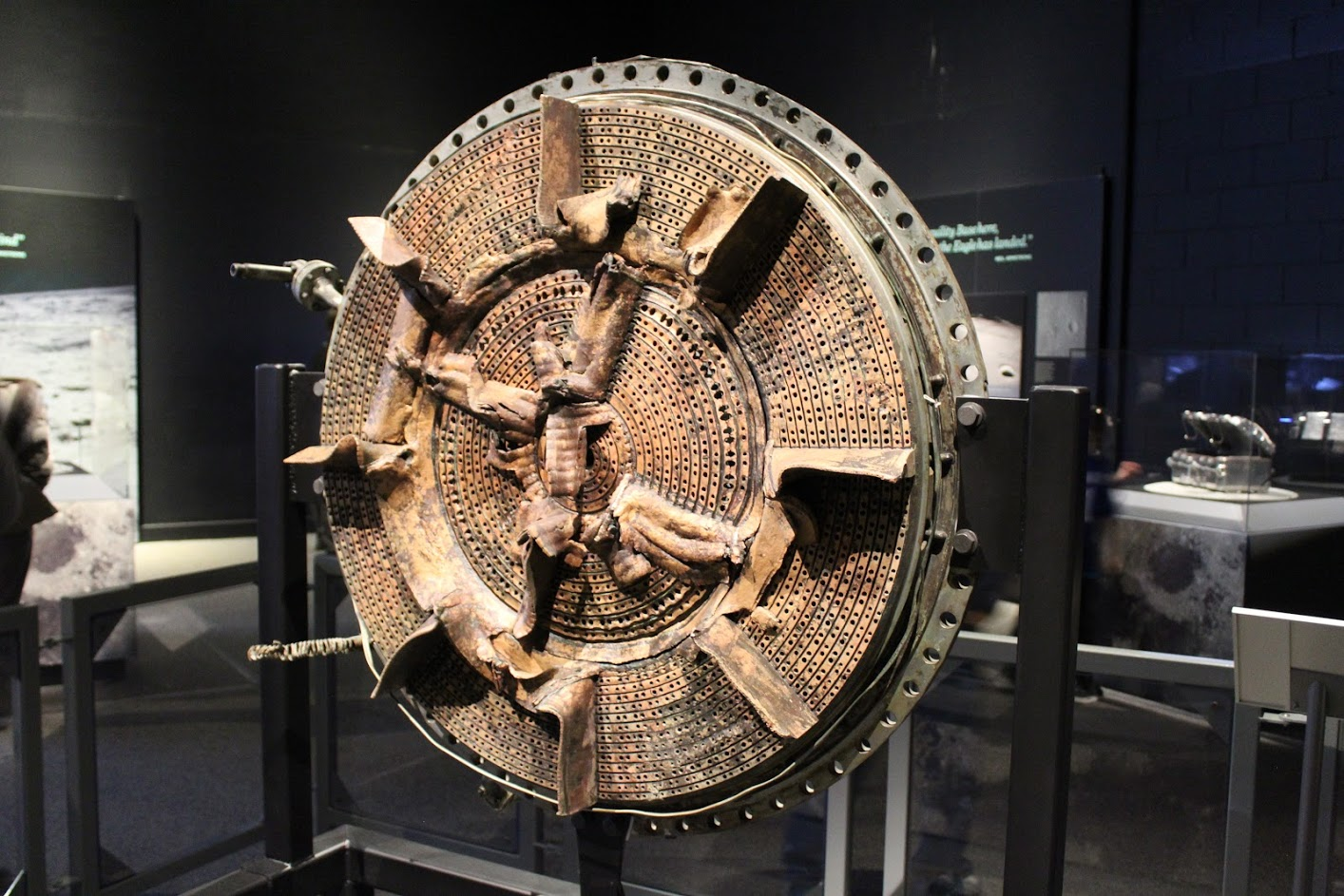
Форсуночная головка двигателя F-1 со смятыми антипульсациоными перегородками